# 2017년 상무 피닉스 야구단 시즌
2017년 상무 피닉스 야구단 시즌은 상무 야구단이 KBO 퓨처스리그에 참가한 17번째 시즌이다. 박치왕 감독이 팀을 이끌었다. 팀은 남부리그 6팀 중 1위에 올라 6년 연속으로 리그 우승을 차지했으며, 전체 12팀 중 승률 1위를 기록했다.

## 타이틀
- 출장(타자): 김민혁 (93)
- 타석: 김민혁 (431)
- 타수: 김민혁 (381)
- 득점: 김민혁 (89)
- 안타: 김민혁 (136)
- 2루타: 노진혁 (29)
- 3루타: 김민혁 (8)
- 홈런: 문상철 (36)
- 타점: 문상철 (101)
- 도루: 김민혁 (37)
- 장타율: 문상철 (0.696)
- 평균자책점: 임지섭 (2.68)
- 다승: 임지섭 (11)
- 승률: 임지섭 (0.733)
- 세이브: 구승민 (14)
- 최소 피홈런: 문성현 (4)
- 최소 볼넷 허용: 허준혁 (19)
- 최소 사구 허용: 문성현 (0)
- 최소 실점: 임지섭 (32)
- 최소 자책점: 임지섭 (28)
- 남부리그 홀드: 강동연 (9)
- 남부리그 탈삼진: 임지섭 (117)
- 남부리그 최소 피안타: 임지섭 (75)

## 선수단
- 선발투수: 김선기, 임지섭, 허준혁, 문경찬, 문성현, 조이현
- 구원투수: 김민수, 전상현, 양현, 강동연, 박민호, 이준영, 송창현, 양형진, 노성호, 이승진, 윤명준
- 마무리투수: 구승민
- 포수: 김준태, 최용제, 김응민, 이윤재
- 내야수: 문상철, 황대인, 노진혁, 박지규, 이창진, 강민국, 박계범, 오윤석
- 외야수: 김민혁, 최승민, 송민섭, 장운호, 박으뜸

## 같이 보기
- 2018년 상무 피닉스 야구단 시즌